# Pierre-Anne Dedreux
Pierre-Anne Dedreux, né à Paris le 28 mai 1788 et mort dans la même ville le 8 septembre 1849, est un architecte français. Il obtient en 1815 le premier grand prix de Rome.

## Biographie
Il est le frère aîné de Pierre-Joseph Dedreux-Dorcy, peintre amis de Théodore Géricault. Il entre à l'école des Beaux-arts de Paris en 1807 au sein de l'atelier d'Antoine Vaudoyer et Charles Percier. Il est lauréats du premier prix de Rome en 1815 avec pour sujet : « Une Ecole Polytechnique pour 320 élèves ». Il entre ainsi à l'Académie de France à Rome (Villa Médicis) le 18 janvier 1816  et y reste jusqu'en 1819. 
Ses envois de Rome concernent : le théâtre de Marcellus en 1817 et le temple de Mars vengeur en 1818. À la fin de son séjour, il voyage à Naples, en Sicile, en Grèce et en Asie mineure, un temps en compagnie de Jean-Nicolas Huyot et rentre à Rome en 1820. C'est la première fois qu'un pensionnaire est autorisé officiellement à voyager en Grèce, aux frais de l'académie. Il doit y étudier différents théâtres dans le but de s'atteler à la restauration du théâtre antique d'Orange à son retour, travail qu'il n'a jamais rendu.
Il s'installe ensuite comme architecte à Paris. Il réalise plusieurs châteaux et résidences pour des particuliers ainsi que des théâtres. Il est membre fondateur de la Société centrale des architectes en 1840, devenue Académie d'architecture.
Il est marié à Élisabeth Adélaïde Colin (1785-1874) et ont pour enfants Alfred de Dreux (1810-1860), et de Louise Marie Becq de Fouquières (1825-1892), tous deux peintres.

## Principales réalisations

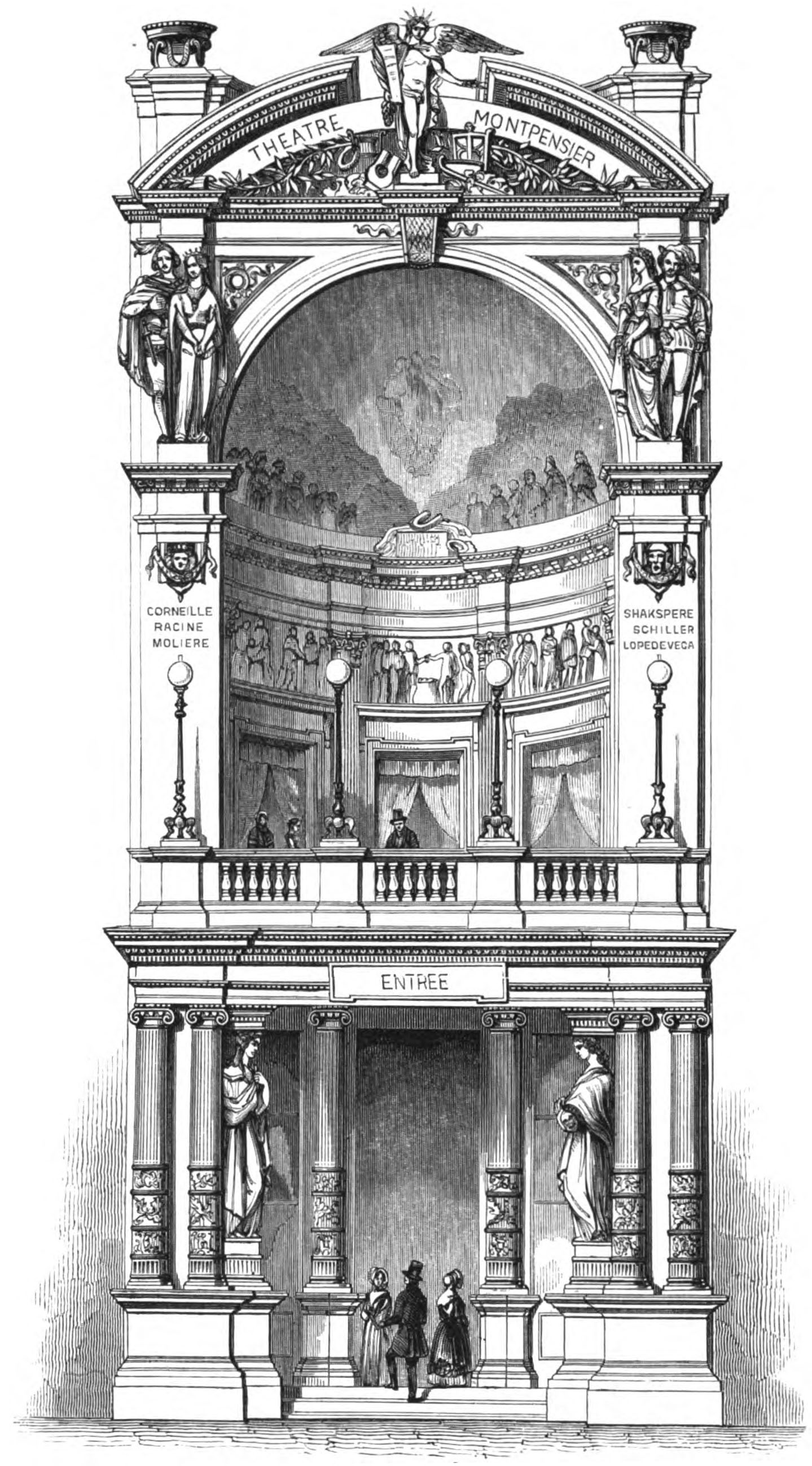
Façade du théatre historique, 1847.

- Château de Pont-sur-Seine pour Casimir Perier, 1821
- Plan du lotissement de la Ville aux Bois à Neuilly-sur-Seine, 1836[4]
- Château de Lormois à Longpont-sur-Orge pour Jacques Paturle, 1837[5]
- Théâtre Historique (en), ancien théâtre lyrique pour Alexandre Dumas, Boulevard du Temple à Paris, 1847, détruit en 1862 pour laisser place à la Place de la République
- Théâtre Taitbout, Rue Taitbout, Paris

## Œuvre dans une collection publique
- Cour d'un palais Italien, dessin à la plume et lavis, Musée du Louvre, RF 3651, Recto[6]